# Naldo & Lula
Naldo & Lula foi uma dupla de funk melody e pop brasileira. Era formada pelos cantores e irmãos Ronaldo Jorge da Silva (Rio de Janeiro, 19 de abril de 1979), o Naldo, e Jorge Luiz da Silva (Rio de Janeiro, 9 de março de 1983 – Rio de Janeiro, 15 de julho de 2008), o Lula.
O fim da união entre os irmãos se deu com o falecimento de Lula, ao o descobrirem carbonizado no Rio de Janeiro, no bairro de Padre Miguel, em 15 de julho de 2008.

## História
Nascidos em Bonsucesso, subúrbio do Rio de Janeiro, filhos de Maria Ivonete Santana da Silva e Manoel Jorge da Silva, os dois jovens irmãos de origem humilde cresceram ouvindo o ritmo que embala as rádios e noites quentes cariocas. 
Naldo começou a cantar em uma igreja, ao lado de sua casa, com 7 anos de idade e aos 15 fez dupla com o irmão Lula, que já havia começado a cantar funk e música pop formando uma dupla com um amigo. Um dia seu amigo desistiu da dupla, foi quando Lula escolheu um dos seus 7 irmãos, Naldo, para o substituir.
Com estilo descolado, os dois costumavam criar canções falando sobre romantismo ou dança, frequentemente com inspirações na música pop internacional misturando ao ritmo brasileiro.
Entre 1999 e 2000 chegaram a gravar um disco pela EMI que não foi lançado por problemas burocráticos. O CD continha composições dos dois irmãos. Segundo Naldo, era um disco altamente pop, que já dava uma dica do cantor que ele viria a se tornar.  Em 2001 lançaram o single físico promocional da música “Chinelada”. Pouco tempo depois lançaram o primeiro e único álbum da dupla  Naldo & Lula pelo selo BMG. Porém, devido a pouca divulgação, tanto a música como o CD não tiveram repercussão nas rádios. Segundo entrevista a rádio FM O Dia, Naldo não gostava muito e achava que não tinha a ver com ele, portanto, hoje em dia considera como início da carreira a fase a partir de 2005.
Suas músicas lançadas a partir de 2005 fizeram sucesso relativo nas rádios e festas do Rio de Janeiro e de algumas outras cidades próximas. A primeira canção lançada em várias rádios da cidade foi ‘’Tá Surdo’’, em 2005, com produção de DJ Marlboro. Já o primeiro sucesso a nível nacional foi ‘’Como Mágica’’, em 2007, que alcançou rádios de todo o país ficando entre as mais tocadas e levando a dupla a diversos programas de TV como Domingão do Faustão, Eliana, entre outros. Pouco antes do fim da dupla, em 2008, o segundo CD com as recentes músicas lançadas estava quase pronto, porém, não chegou ser lançado.
Já participaram como back vocal em CDs de outros artistas e são donos de várias composições de sucesso, uma delas é "Depois do amor" interpretada por Perlla e Belo, fizeram uma versão da música Maria Maria (Carlos Santana) e contribuíram com algumas músicas no CD da dupla Claudinho & Buchecha. Além dos ritmos preferidos, Lula ainda escrevia raps para concursos.

### Morte de Lula e fim da dupla
Uma fatalidade separou a dupla em julho de 2008; foi quando MC Lula desapareceu e, alguns dias depois, foi encontrado carbonizado em Padre Miguel, Zona Oeste do Rio. Naldo tinha 29 anos. Lula tinha 25 anos, era casado e tinha três filhos.
Após esse ocorrido Naldo deu um tempo em sua carreira e passou por uma depressão. Em 2009 o cantor consegue se reerguer e retoma a carreira cantando solo.

## Integrantes

### Naldo
Ronaldo Jorge da Silva (Rio de Janeiro, 19 de abril de 1979) é um cantor brasileiro. Após o fim da dupla com seu irmão, seguiu carreira solo, emplacando sucessos como "Amor de Chocolate".

### Lula
Jorge Luiz da Silva (Rio de Janeiro, 9 de março de 1983 – Rio de Janeiro, 15 de julho de 2008) foi um cantor brasileiro.
Nascido em Bonsucesso, na capital carioca, Jorge tinha 7 irmãos.

#### Vida pessoal
Jorge Luiz era casado e tinha um filho de 3 anos.

#### Morte e repercussão
Em 10 de julho de 2008, o cantor saiu de casa com destino a Campo Grande, para encontrar Naldo, e desapareceu.
MC Lula faleceu em 15 de julho de 2008, aos 25 anos, e foi encontrado carbonizado em Padre Miguel, no Rio de Janeiro. No seu enterro, compareceram grandes nomes do funk, como Perlla. Buchecha e DJ Marlboro.
Segundo investigações, a causa da morte teria sido um assassinato. Segundo as investigações Lula estava se envolvendo com a mulher de um traficante até que o homem invadiu a casa da mulher e efetuou diversos disparos em direção ao cantor até conseguir atingir, depois arrastou o corpo em direção ao carro dele, jogou um líquido inflamável e ateou fogo, o corpo só foi reconhecido através da arcada dentária.

## Discografia

### Singles[11][12][13][2]
- 2005: "Tá Surdo? (Eu Arrumei um Amor)"
- 2006: "A Festa é Nossa"
- 2006: "Rebola"
- 2007: "Linda Demais"
- 2007: "Me Chama Que Eu Vou"
- 2007: "Como Mágica"
- 2008: "Gamou"